# Ignatius Ghattas
Ignatius Ghattas BS (* 25. Dezember 1920 in Nazareth; † 11. Oktober 1992 in Cleveland) war Bischof der Melkitischen Griechisch-Katholischen Kirche von Newton (USA).

## Leben
Ignatius Ghattas wuchs in der kleinen Ortschaft Maalula in Syrien unter den Christen der Melkitischen Griechisch-Katholischen Kirche auf. Nach dem Besuch der Grundschule trat er am 5. November 1933 in das Kloster der Melkitischen Basilianer vom Heiligsten Erlöser ein. Hier legte er 1943 sein ewiges Ordensgelübde ab und wurde am 7. Juli 1946 zum Ordenspriester der Basilianer geweiht. Er unterrichtete am melkitischen Priesterseminar Sprachen (Griechisch, Lateinisch, Englisch und Französisch) und Mathematik. Er war beim Aufbau der Salvatorianer Missionsschwestern geistlicher Vater und unterrichtete die Novizinnen in Sprachen und liturgischem Gesang. Bis 1952 war er Sekretär des Generalsuperiors der Basilianer.

## In den Vereinigten Staaten
1952 wurde Ghattas nach Cleveland in Ohio entsandt und bekleidete die Stelle des Vikars in der Pfarrei St. Elias, 1955 wurde er in dieser Gemeinde Pastor. Ghattas leistete große Gemeindearbeit, leitete einen Arbeiterverein und förderte den Kirchenbau. Als Organisator der Visitationsreise des Patriarchen von Antiochien Erzbischof Maximos IV. Sayegh (1955) durch die Vereinigten Staaten und der Generalversammlung der Melkitischen Kleriker der USA in Cleveland (1958) machte er sich einen Namen.

## Bischofswürde
Die Bischofssynode der Melkitischen Griechisch-Katholischen Kirche ernannte ihn im Juli 1989 zum Nachfolger von Joseph Elias Tawil als Bischof von Newton, die am 11. Dezember 1989 durch Papst Johannes Paul II. bestätigt wurde. Am 23. Februar 1990 wurde er von Erzbischof Maximos V. Hakim und den Mitkonsekratoren Erzbischof Joseph Elias Tawil und Erzbischof François Abou Mokh BS zum Bischof geweiht und war bis zu seinem Tod im Amt. Sein Nachfolger wurde Bischof John Adel Elya BS.